# 齿鳞草属
齿鳞草属（学名：Lathraea）是列当科下的一个属。全都寄生於其他植物根部，無葉綠素，故只有在開花時才看得到。该属共有5种，分布于欧洲和亚洲温带地区。

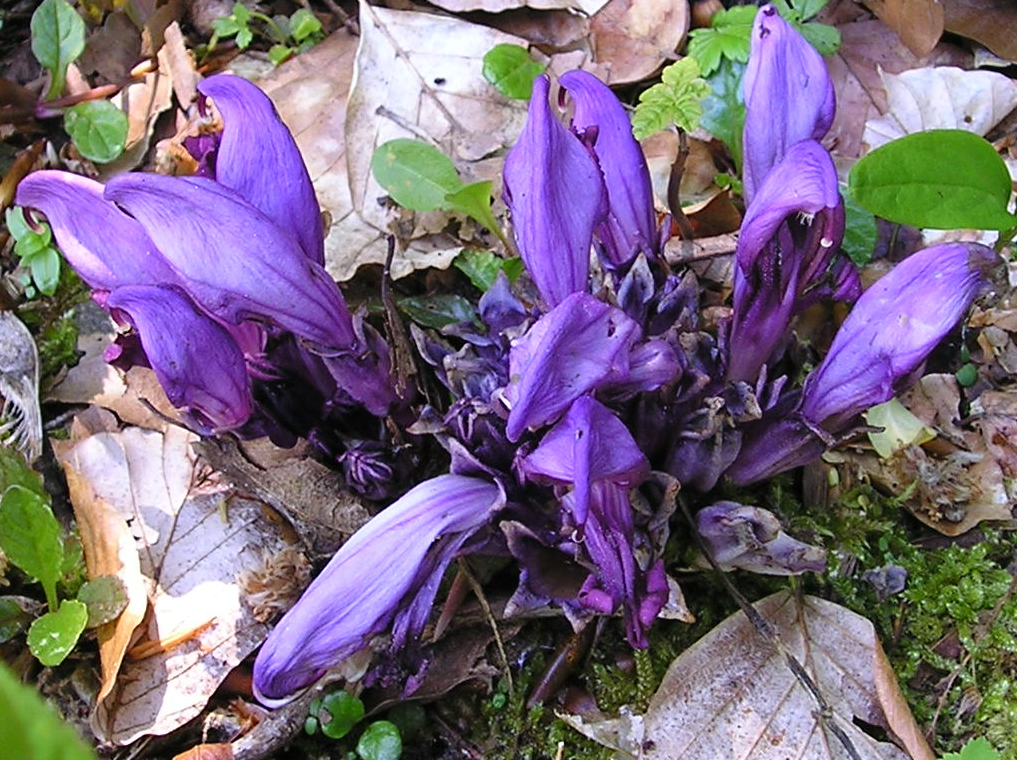
紫齿鳞草（英语：Lathraea clandestina）
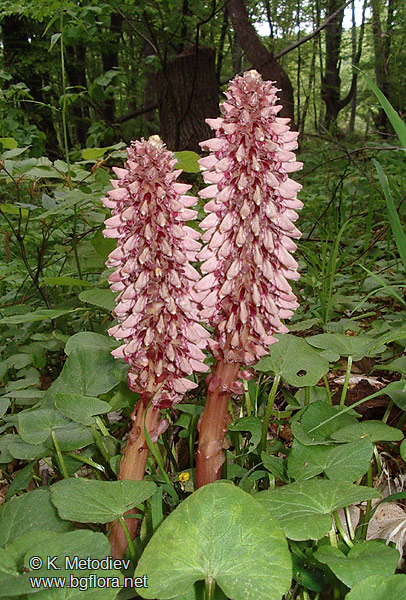
罗多彼山齿鳞草（英语：Lathraea rhodopea）